# 战地总动员委员会旧址
战地总动员委员会旧址，位于山西省吕梁市离石区西属巴街道盛地村，已列为山西省文物保护单位。

## 保护
2021年8月4日，战地总动员委员会旧址由山西省人民政府公布为第六批山西省文物保护单位，编号6-303。